# San Tomaso Agordino
San Tomaso Agordino (ladin : San Tomas) est une commune de la province de Belluno dans la Vénétie en Italie.

## Culture
La commune appartient à la communauté ladine et elle maintient sa culture et ses traditions ladines. Une influence du Tyrol se fait aussi remarquer, car la commune n'est pas loin de la frontière tyrolienne et a appartenu une époque à l'Autriche.

## Administration
| Période                                  | Période  | Identité     | Étiquette | Qualité |
| ---------------------------------------- | -------- | ------------ | --------- | ------- |
| 14 juin 2004                             | En cours | Egidio Rossi |           |         |
| Les données manquantes sont à compléter. |          |              |           |         |

### Hameaux
Celat, Chiea, Tocol, Colzaresè, Fontanelle, Roi, Colarù, La Costa, Avoscan, Sot Colarù, Vare, Forchiade, Piaia, Pecol, Pian Molin, Costa di Mezzo, Val, Mezzavalle, Vallata, Pianezze, Val di Zat, Ronch, Canacede, Costoia, L’Ancona.

### Communes limitrophes
Alleghe, Cencenighe Agordino, Rocca Pietore, Taibon Agordino, Vallada Agordina